# Данилюк Михайло
д-р Данилюк Михайло Якович (1 жовтня 1919, м. Кременець, нині Тернопільської області, Україна — 2 березня 1981, Міннеаполіс, США) — український письменник, громадський діяч, редактор, журналіст. Член-кореспондент УВАН.

## Життєпис
Народився 1 жовтня 1919 р. у Крем'янці на Волині.
Закінчив українську гімназію ім. Лесі Українки в Крем'янці, почав писати до газет.
У 1940—1941 роках — лейтенант Червоної армії. В роки війни брав участь у підпільній боротьбі ОУН (М), організував повстанські загони на Кременеччині, комендант Кременецького повіту, воював під псевдонімом отаман Блакитний. З наближенням Червоної армії емігрував на Захід.
У Мюнхені студіював медицину, здобув докторат (1950)[джерело?]. Потім емігрував до США (1950), нострифікував медичний диплом (1952) у Міннесоті. Здобув спеціалізацію з хірургії, служив лікарем в американському медичному корпусі ракетних сил.
У 1964 р. став довіреним лікарем генерального консульства Німеччини у США.
Від 1971 р. викладав на медичному факультеті Міннесотського університету. Був медично-науковим коментатором «Голосу Америки».
Помер 2 березня 1981 р. в Міннеаполісі, там і похований.

## Творчість
Автор «Повстанського записника» (1968), «Лікарського довідника» (1970), «Короткого англо-українського медичного словника» (1970).
Окремі видання:
- Данилюк М. На медичні теми: Лікарський довідник / М. Данилюк; вст. сл. авт ; Мовн. ред. В. Давиденко. — Нью-Йорк ; Джерсі Ситі: Свобода, 1970. — 337 с.
- Данилюк М. М. Короткий англоукраїнський медичний словник /М. Данилюк ; Ред. В. Давиденко ;Вст. завваги авт. — Нью-Йорк; Джерсі Ситі: Свобода, 1970. — 51 с.
- Данилюк М. Повстанський записник. — К.: Вид-во ім.. Олени Теліги, 1993. — 192 с.